# Helga Anschütz
Helga Anschütz (auch Harb-Anschütz; * 19. April 1928 in Hamburg; † 13. Mai 2006 in Reinbek) war eine deutsche Orientalistin, Geografin und Dozentin, die besonders durch ihre Aktivitäten für syrische Christen vor allem des Tur Abdin bekannt wurde. Neben zahlreichen Veröffentlichungen zum Thema syrische Christen war sie an 80 Fernsehdokumentationen zum Thema Kultur und Religion im Vorderen Orient beteiligt.

## Leben
Anschütz studierte von 1948 bis 1956 an der Universität Hamburg Geschichte, Philosophie, Pädagogik und Zeitungswissenschaft. Ihr Staatsexamen absolvierte sie im Jahr 1955, 1956 promovierte sie im Fach Geschichte mit einer Arbeit über die „Nationalsozialistische Deutsche Arbeiterpartei in Hamburg“. 1960 absolvierte sie ihr zweites Staatsexamen. Von 1960 bis 1989 arbeitete sie als Dozentin für Deutsch als Fremdsprache in verschiedenen Goethe-Instituten in Teheran und Rabat (Marokko) und später in mehreren Goethe-Instituten in Deutschland. Seit 1965 reiste sie zu Forschungszwecken regelmäßig in den Tur Abdin, aber auch in andere Länder des Nahen Ostens. Mehrfach ließ sie sich von ihren Lehraufgaben beurlauben, um ihren Forschungen nachgehen zu können.
Zwischen 1968 und 1971 erhielt sie ein Stipendium der Deutschen Forschungsgemeinschaft, um über die Lage der syrischen Christen zu recherchieren. Ihre Ergebnisse veröffentlichte sie in Fachzeitschriften, etwa den Ostkirchlichen Studien, aber auch in Tageszeitungen wie der Frankfurter Allgemeinen Zeitung. Von 1968 an erstellte sie gemeinsam mit ihrem Ehemann Boulos Harb (Paul Harb) über 80 Fernsehdokumentationen zu Kultur und Religion im Vorderen Orient.
Anschütz war im Jahr 1990 Mitgründerin des Deutsch-Libanesischen Vereins, in dem sie 16 Jahre lang Schriftführerin war. 1992 gründete sie den Verein Mar Gabriel – Verein zur Unterstützung der syrischen Christen e.V., dessen erste Vorsitzende sie bis zum Jahr 2005 war. Nach einem Unfall im Frühjahr 2001 in Marokko war sie an das Krankenbett gefesselt, was sie jedoch nicht hinderte, weiter zum Thema syrische Christen aktiv zu sein.
Seit 2008 vergibt die Fundatio Nisibinensis – Gesellschaft zur Förderung Aramäischer Studien alle zwei Jahre den Helga-Anschütz-Preis, der „hervorragende wissenschaftliche und künstlerische Arbeiten der jüngsten Zeit, die zur Beschäftigung mit Geschichte, Sprache und Kultur der Suryoye anregen“, würdigt.

## Veröffentlichungen (Auswahl)
- Die Nationalsozialistische Deutsche Arbeiterpartei in Hamburg. Ihre Anfänge bis zur Reichstagswahl vom 14. September 1930, Hamburg 1955, DNB 480126925 (Philosophische Dissertation vom 9. März 1956, IV, 43, 186 Seiten mit Zeichnungen und Graphik, 4).
- Die Syrischen Christen im Tur Abdin, eine altchristliche Bevölkerungsgruppe zwischen Beharrung, Stagnation und Auflösung (= Das östliche Christentum, N.F., Band 34), 1. Auflage, Augustinus, Würzburg 1984, ISBN 3-7613-0128-6 (… zweite und dritte Auflage im Bar Hebräus-Verlag: Die syrischen Christen vom TurʿAbdin).
- (als Hrsg. mit Paul Harb, Deutsches Orient-Institut im Verbund der Stiftung Deutscher Übersee-Institut): Christen im Vorderen Orient. Kirchen, Ursprünge, Verbreitung – eine Dokumentation (= Aktueller Informationsdienst moderner Orient, Sondernummer 10), Deutsches Orient-Institut, Hamburg 1985, ISBN 3-89173-000-4.
- Marokko: von Tanger bis Fès, ein Film von Helga Anschütz und Paul Harb, Videokassette VHS, 45 Minuten, DuMont, Köln 1991, ISBN 3-7701-2781-1.